# Gentiana wardii
Gentiana wardii är en gentianaväxtart som beskrevs av W. W. Smith. Gentiana wardii ingår i släktet gentianor, och familjen gentianaväxter.

## Underarter
Arten delas in i följande underarter:
- G. w. emergens
- G. w. micrantha